# 12V busz (Budapest)
A budapesti 12V jelzésű autóbusz a Szent István körút és az Élmunkás tér között közlekedett. A járatot a Budapesti Közlekedési Vállalat üzemeltette.

## Története
1981. április 1-jétől a 3-as metró II/B szakaszának építése miatt a 12-es és 14-es villamosokat a Marx tértől az Élmunkás térig rövidítették, a Váci úti buszok pedig az újlipótvárosi utcákban terelve jártak, ezért az Élmunkás tér és a Szent István körút között 12V jelzésű pótlóbusz indult. A metró december 30-ai átadásával a pótlóbusz is megszűnt, a villamosok pedig azóta is csak az Élmunkás (ma Lehel) térig járnak.

## Útvonala
| Szent István körút felé                                                         | Élmunkás tér felé                                                                          |
| ------------------------------------------------------------------------------- | ------------------------------------------------------------------------------------------ |
| Élmunkás tér vá. – Victor Hugo utca – Rajk László utca – Szent István körút vá. | Szent István körút vá. – Hegedűs Gyula utca – Csanády utca – Lehel utca – Élmunkás tér vá. |

## Megállóhelyei
| 0 | Szent István körút végállomás | 5 | 2, 2A, 4, 6 3V, 6, 6, 12, 12A, 12, 15, 26, 33V, 43, 43, 43A, 91, 191 75, 76, 79 |
| 1 | Radnóti Miklós utca           | 3 | 3V, 15, 26, 33V, 43, 91                                                         |
| 3 | Váci út                       | ∫ | 33 76                                                                           |
| ∫ | Csanády utca                  | 2 | 3V, 15, 26, 33, 33V, 43, 91 76                                                  |
| 5 | Élmunkás tér végállomás       | 0 | 12, 14                                                                          |